# Zwischbergen
Zwischbergen (walsertyska: Zwischbärgu/Zwischbèrgù) är en kommun i distriktet Brig i kantonen Valais, Schweiz. Kommunen hade 81 invånare (2023).
Kommunens huvudort är byn Gondo. Zwischbergen är namnet på dalgången där kommunen ligger.